# Miami (álbum de James Gang)
Miami es el séptimo álbum de estudio de la banda estadounidense James Gang. Fue publicado en agosto de 1974 a través de Atco Records. 

## Grabación y contenido
Las sesiones de grabación de Miami tuvieron lugar en Criteria Studios, en Miami, Florida. Tom Dowd coprodujo el álbum junto con la banda mientras que los hermanos Ron y Howard “Howie” Albert se desempeñaron como ingenieros de audio junto con Steve Klein. Una vez completas las sesiones de grabación del álbum, Ken Hamann mezcló el álbum en Cleveland Recording Co., un estudio ubicado en Cleveland, Ohio. Miami contenía nueve canciones. El guitarrista Tommy Bolin escribió o coescribió todas las canciones. Miami fue el último álbum en el que Bolin formó parte de la banda antes de unirse a Deep Purple.

## Recepción de la crítica
Un escritor no especificado de la revista Cash Box declaró: “Siempre presente está la escrupulosa atención al detalle del grupo, desde la selección del material hasta el arreglo y control dinámico de cada tema”. Un escritor no especificado de Record World lo describió como un “álbum que ejemplifica su continuo crecimiento y maduración”.

## Lista de canciones
Todas las canciones escritas y compuestas por Tommy Bolin, excepto donde esta anotado. 
| Lado uno |                             |                        |          |  |
| N.º      | Título                      | Escritor(es)           | Duración |  |
| 1.       | «Cruisin' Down the Highway» | Bolin Dale Peters      | 3:16     |  |
| 2.       | «Do It (The Way You Do It)» | Bolin Roy Kenner       | 3:38     |  |
| 3.       | «Wildfire»                  | Bolin John Tesar       | 3:30     |  |
| 4.       | «Sleepwalker»               | Bolin Tesar            | 4:01     |  |
| 5.       | «Miami Two-Step»            | Bolin Peters Jimmy Fox | 1:32     |  |

| Lado dos |                                       |                 |          |  |
| N.º      | Título                                | Escritor(es)    | Duración |  |
| 1.       | «Medley» a. «Praylude» b. «Red Skies» |                 | 5:59     |  |
| 2.       | «Spanish Lover»                       | Bolin Jeff Cook | 3:43     |  |
| 3.       | «Summer Breezes»                      |                 | 2:40     |  |
| 4.       | «Head Above the Water»                |                 | 4:18     |  |

## Créditos y personal
Créditos adaptados desde las notas de álbum de Miami.
James Gang
- Roy Kenner – voz principal en todas las canciones excepto «Spanish Lover», coros
- Tommy Bolin – guitarra, voz principal en «Spanish Lover»
- Dale Peters – bajo eléctrico, percusión, coros
- Jimmy Fox – batería, percusión, teclados, coros

Músicos adicionales
- Albhy Galuten – sintetizador en «Head Above the Water»

Personal técnico
- Tom Dowd – producción
- James Gang – producción
- Ron Albert – ingeniero de audio
- Howard “Howie” Albert – ingeniero de audio
- Steve Klein – ingeniero de audio
- Ken Hamann – mezclas
- Jimmy Wachtel – fotografía interior

## Posicionamiento
| Gráfica (1974)                            | Pico de posición |
| ----------------------------------------- | ---------------- |
| Estados Unidos (Billboard Top LPs & Tape) | 97               |